# Cinemes Verdi
Els Cinemes Verdi són un complex de sales d'exhibició cinematogràfica ubicat als carrers Verdi i Torrijos del barri de Gràcia de Barcelona. Són considerats un referent pels cinèfils, lluny dels circuits comercials.

## Història
La primera sala d'exhibició de films en el número 32 del carrer de Verdi va ser inaugurada l'11 de febrer de 1926, amb el nom de Salón Ateneo Cine. El 23 d'octubre de 1987 van canviar la sala única per un multicinemes de tres sales, que es van inaugurar amb les pel·lícules The Maltese Falcon, The Rocky Horror Picture Show i Streep. Anys més tard, el 1992, van incorporar 2 sales més. El gener de 2015 es va publicar que els cinemes estaven en perill de tancament i el 30 de juliol del mateix any que havien sigut comprats per una distribuidora de cinema independent.
Programat des del 1983 per Enric Pérez, encara com a sala única, el 1992 passa a tenir cinc espais, ampliat amb un altre complex de quatre més, els Verdi Park, el 1995. La seva filosofia d'exhibició canvia amb els anys, com també ho fan els hàbits del consum cultural del públic, de manera que el cinema més exigent i radical de la primera època deixa pas progressivament a una programació més eclèctica. Els Verdi també s'han estès, primer fins al cine Moderno (del qual es van desvincular el 1990), després fins al Nàpols (amb dues sales més) i recentment fins a la programació dels Méliès, propietat de l'excrític i cineasta Carles Balagué. Els Verdi han de fer front a la competència de la cadena Renoir de Madrid, que s'estableix a Barcelona als noranta amb els Renoir Les Corts i els Renoir Floridablanca, i als Icaria Yelmo, inclinats cap a una visió més comercial de la versió original.

## Premis i reconeixements
- Premi Sant Jordi de Cinematografia el 1989 i el 1992; millor cinema europeu de 2002
- Premis Butaca el 2007.